# تراکم آلدولی
تراکم آلدولی (Aldol condensation) واکنشی تراکمی است بین یک انول (یا یون انولات) و یک گروه کربونیل که منجر به تشکیل یک β-هیدروکسی آلدهید یا β-هیدروکسی کتون می‌شود که پس از آبگیری، یک انون می‌دهد.
در صورتی که مخلوطی از دو آلدهید داشته باشیم که هر کدام نیز هیدروژن آلفا داشته باشند؛ در شرایط بازی، چهار محصول به دست می‌آید؛ زیرا هر آلدهید می‌تواند نقش انولات یا گروه کربونیل را داشته باشد که حملهٔ انولات روی آن صورت می‌گیرد. این تراکم‌ها به دلیل تولید محصول ناخالص، فاقد ارزش سنتزی هستند.
حال چنان‌چه یکی از آلدهیدها فاقد هیدروژن آلفا باشد مخلوطی از دو محصول به دست می‌آید که هنوز هم محصول ناخالص است.
اما در صورتی که یکی از دو آلدهید فعالیت بیشتری داشته باشد، به‌طور عمده یک محصول تراکمی خواهیم داشت و واکنش مفید است.